# NGC 6612
NGC 6612 é uma galáxia  localizada na direcção da constelação de Lyra. Possui uma declinação de +36° 04' 45" e uma ascensão recta de 18 horas, 16 minutos e 10,9 segundos.
A galáxia NGC 6612 foi descoberta em 1886 por Lewis A. Swift.